# Pentacalia epidendra
Pentacalia epidendra là một loài thực vật có hoa trong họ Cúc. Loài này được (L.O.Williams) H.Rob. & Cuatrec. mô tả khoa học đầu tiên năm 1978.